# Salmivaara
Salmivaara är en ort i Salla kommun i landskapet Lappland i Finland. Salmivaara utgjorde en tätort (finska: taajama) vid folkräkningarna 1960, 1970 och 1980.

## Befolkningsutveckling
| Befolkningsutvecklingen i Salmivaara 1960–1980 | Befolkningsutvecklingen i Salmivaara 1960–1980 | Befolkningsutvecklingen i Salmivaara 1960–1980 | Befolkningsutvecklingen i Salmivaara 1960–1980 | Befolkningsutvecklingen i Salmivaara 1960–1980 |
| ---------------------------------------------- | ---------------------------------------------- | ---------------------------------------------- | ---------------------------------------------- | ---------------------------------------------- |
|                                                |                                                |                                                |                                                |                                                |
| År                                             |                                                |                                                | Folkmängd                                      | Landareal (km²)                                |
| 1960                                           | 1960                                           |                                                | 492                                            | 2,75                                           |
| 1970                                           | 1970                                           |                                                | 317                                            | 2,54                                           |
| 1980                                           | 1980                                           |                                                | 221                                            | 2,5                                            |